# Ensayo clínico académico
Un ensayo clínico académico es un ensayo clínico no financiado por una compañía farmacéutica o biotécnica para fines comerciales, sino para agencias de bien público (generalmente universidades o fondos de inversiones médicos) para mejorar el campo de la medicina. 
Estas pruebas son un componente valioso del sistema de asistencia médica; benefician a los pacientes y ayudan a determinar la seguridad y eficacia de drogas y dispositivos, y juegan un rol importante en las verificaciones y balances que regularizan los ensayos clínicos orientados al comercio.
Un área típica de las pruebas de investigación clínica es la mejora y optimización de las terapias ya existentes. Por lo tanto, las pruebas de investigación clínica pueden, por ejemplo, poner a prueba cómo una combinación de drogas registradas pueden mejorar el resultado de los tratamientos; o podrían aplicar tratamientos registrados en indicaciones adicionales y menos frecuentes. Tales preguntas de investigación no son el foco principal de las compañías con fines de lucro, y por lo tanto estas pruebas son generalmente iniciadas por investigadores individuales u organizaciones de investigación académica. 
Existen diferentes organizaciones que tienen interés en las pruebas de investigación clínica y facilitan o participan en su gestión. Estas organizaciones incluyen:
- Hospitales, universidades, investigadores e instituciones que ven las pruebas como una fuente de ingreso y prestigio, y reciben fondos privados, caritativos y gubernamentales.

- Compañías farmacéuticas o biotécnicas que ven al desarrollo y comercialización de tratamientos como su negocio.

- Directivos de instituciones que desean asegurarse de que los tratamientos sean seguros y que funcionen efectivamente.

- Pacientes y organizaciones y asociaciones de pacientes que quieren un acceso más veloz a tratamientos avanzados.

Las pruebas de investigación clínica son llevadas a cabo en establecimientos académicos, tales como facultades de medicina, hospitales académicos y universidades; y en establecimientos no académicos que pueden ser administrados por las llamadas organizaciones administrativas. Las organizaciones administrativas son organizaciones con fines de lucro que designan y dirigen los establecimientos de prácticas médicas que de hecho reclutan y realizan seguimientos de los pacientes inscriptos en las pruebas. En ciertos casos, los miembros académicos participan en los ensayos clínicos como miembros de las organizaciones administrativas.